# Balatonrendes
Balatonrendes (1934-ig Rendes) község Veszprém vármegye Tapolcai járásában. 

## Fekvése

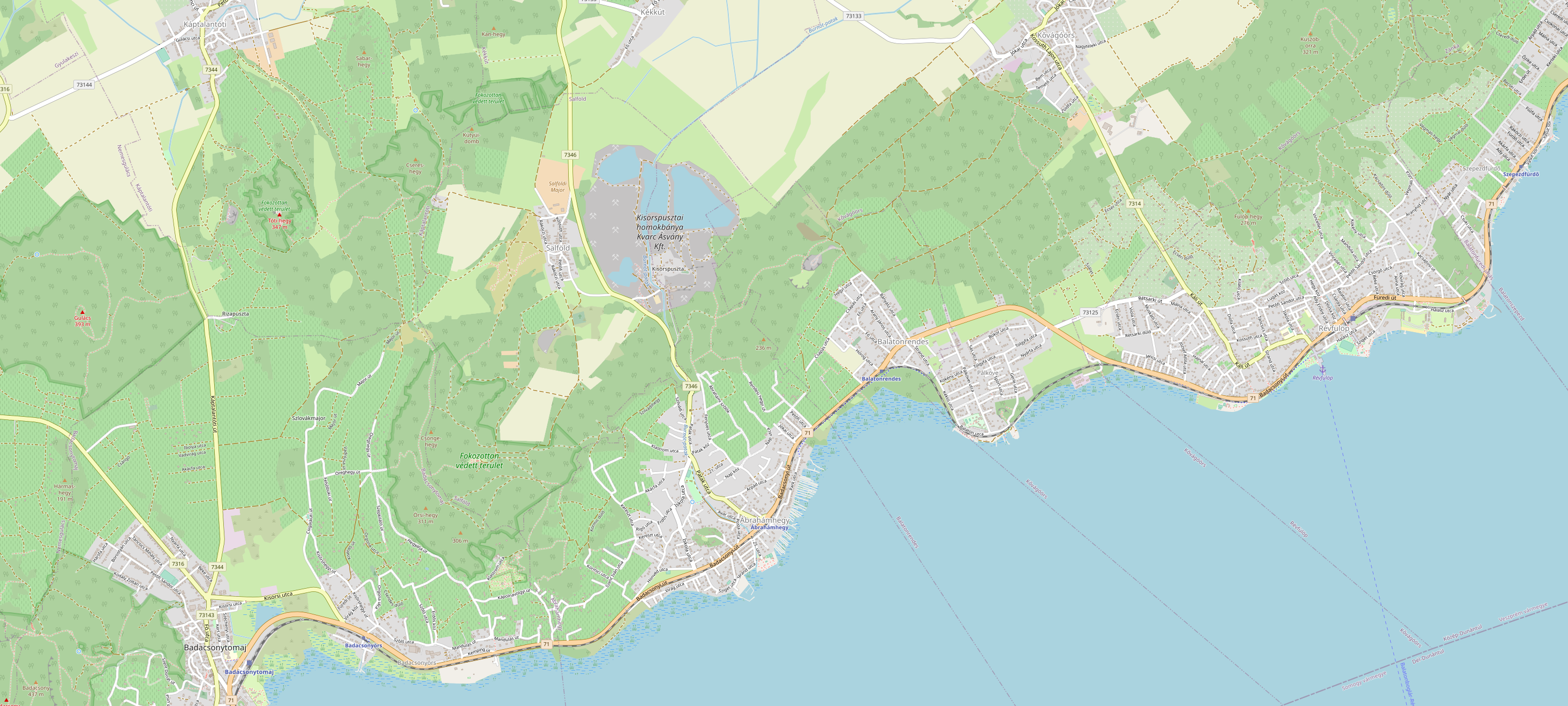
A település és környékének térképe

Badacsony és Révfülöp között, a Balaton partjához közel fekszik. 
Elérhető közúton a 71-es főúton, vonattal pedig  a Börgönd–Szabadbattyán–Tapolca-vasútvonalon (Balatonrendes megállóhely).

## Története
A település eredetileg Szent István magyar király korától az 1950-es megyerendezésig Zala vármegyéhez tartozott.
A terület már a római kortól lakott volt, ezt római villák maradványai is bizonyítják. A honfoglalás után fejedelmi szálláshely lett, melynek lakói halászattal, állattartással, nádvágással foglalkoztak. A község nevének első írásos említése 1328-ből maradt fenn.
A törökök kiűzése után gyors fejlődésnek indult, 1755-től már iskolája is volt. A község határában szőlőt telepítettek.
A község neve eredetileg Rendes  volt. 1913-ban hozzácsatolták a Balaton partján fekvő szomszédos Ábrahámhegyet, amely addig Salföldhöz tartozott. 1934-ben a két települést egybefogó község neve Balatonrendes lett, majd 1977-ben átnevezték Ábrahámhegyre. Végül 1991-ben Ábrahámhegy és Balatonrendes különvált, azóta mindkettő önálló község.

## Közélete

### Polgármesterei
- 1991–1994: nem ismert
- 1994–1998: Gáspár István (független)[3]
- 1998–2002: Gáspár István (független)[4]
- 2002–2006: Gáspár István (független)[5]
- 2006–2007: Gáspár István (független)[6]
- 2007–2010: Takács Ferenc (független)[7]
- 2010–2014: Fuchs Henrik (független)[8]
- 2014–2019: Fuchs Henrik (független)[9]
- 2019–2022: Lenner István (független)[10]
- 2022–2024: Epres Róbert (független)[11]
- 2024– : Epres Róbert (független)[1]

A településen 2007. december 8-án időközi polgármester-választást kellett tartani az előző polgármester lemondása miatt.
2022. július 10-én ismét időközi polgármester-választást kellett tartani a faluban, ezúttal is azért, mert a korábbi polgármester 2021. július 2-án lemondott posztjáról. A két időpont közti szokatlanul nagy időtávot a koronavírus-járvány miatt elrendelt korlátozások okozták, a járványhelyzet fennállása alatt ugyanis nem lehetett választásokat tartani az országban. .

## Népesség
A település népességének változása:
| Lakosok száma | 134  | 129  | 121  | 166  | 180  | 186  | 180  |
|               | 2013 | 2014 | 2015 | 2021 | 2022 | 2023 | 2024 |

A 2011-es népszámlálás idején a lakosok 97,5%-a magyarnak, 5,9% németnek mondta magát (2,5% nem nyilatkozott; a kettős identitások miatt az végösszeg nagyobb lehet 100%-nál). A vallási megoszlás a következő volt: római katolikus 46,6%, református 6,8%, evangélikus 7,6%, görögkatolikus 2,5%, felekezeten kívüli 6,8% (28,8% nem nyilatkozott).
2022-ben a lakosság 91,1%-a vallotta magát magyarnak, 4,4% németnek, 0,6% örménynek, 7,2% egyéb, nem hazai nemzetiségűnek (8,3% nem nyilatkozott; a kettős identitások miatt a végösszeg nagyobb lehet 100%-nál). Vallásuk szerint 38,3% volt római katolikus, 8,3% református, 3,3% evangélikus, 2,8% görög katolikus, 1,1% egyéb keresztény, 12,2% felekezeten kívüli (33,9% nem válaszolt).

## Ismert lakói
- László Gyula történész professzor, a kettős honfoglalás elméletének kidolgozója (emlékét utcanév is őrzi a községben)
- Oszter Sándor színművész

## Régi mondások, falucsúfolók a településről
- Rendesen nem fért meg a templom a faluba’. [Utalás arra, hogy (a mondás keletkezésének idején) csak torony volt a községben.][17]